# Cyrille Van Hauwaert
Dit artikel gaat over de wielrenner Cyrille Van Hauwaert, zie Van Hauwaert voor het artikel over de door hem geproduceerde fietsen, motorfietsen en triporteurs
Cyrille Van Hauwaert (Moorslede, 16 december 1883 - Zellik, 15 februari 1974) was een Belgische wielrenner. Hij was prof van 1907 tot 1915. Zijn bijnaam was De Leeuw van Vlaanderen. Hij was de eerste Belg die de klassiekers Bordeaux-Parijs (1907), Milaan-San Remo (1908) en Parijs-Roubaix (1908) won en in 1909 was hij ook de eerste Belg die een etappe in de Ronde van Frankrijk won.
In 1908 reed Cyrille Van Hauwaert met de fiets, bij wijze van training, vanuit zijn woonplaats naar de start van Milaan-San Remo.

## Belangrijkste overwinningen
1907
- Bordeaux-Parijs

1908
- Milaan-San Remo
- Parijs-Roubaix

1909
- Belgisch kampioen wielrennen, beroepsrenners
- 2e etappe Ronde van België
- 4e etappe Ronde van België
- 1e etappe Ronde van Frankrijk
- Bordeaux-Parijs

1910
- Parijs-Menen

1914
- Zesdaagse van Brussel

1915
- Zesdaagse van Brussel

## Resultaten in voornaamste wedstrijden
| Jaar | Ronde van Italië | Ronde van Frankrijk | Ronde van Spanje |
| ---- | ---------------- | ------------------- | ---------------- |
| 1907 |                  | opgave              |                  |
| 1908 |                  | opgave              |                  |
| 1909 |                  | 5e (1)              |                  |
| 1910 |                  | 4e                  |                  |
| 1911 |                  |                     |                  |
| 1912 |                  |                     |                  |
| 1913 |                  |                     |                  |
| 1914 |                  |                     |                  |

| Jaar | Milaan-San Remo | Parijs-Roubaix | Ronde van Lombardije | Parijs-Brussel | Parijs-Tours | Bordeaux-Parijs |
| ---- | --------------- | -------------- | -------------------- | -------------- | ------------ | --------------- |
| 1907 |                 | ↑              |                      | 4e             |              | ↑               |
| 1908 | ↑               | ↑              |                      | Zilver         |              | ↑               |
| 1909 | 4e              | 4e             | 6e                   |                |              | ↑               |
| 1910 | opgave          | ↑              |                      | Brons          |              |                 |
| 1911 |                 | ↑              | ↑                    |                | Zilver       |                 |
| 1912 | 29e             |                |                      | 10e            |              |                 |
| 1913 |                 |                |                      | Zilver         |              | ↑               |
| 1914 |                 | 6e             |                      |                |              | ↑               |

- Bibliothèque nationale de France: cb14976395h (data)
- Digitale Bibliotheek voor de Nederlandse Letteren: hauw011
- International Standard Name Identifier: 0000 0004 5093 8689
- Virtual International Authority File: 316737126